# Gabriel Altemark Vanneryr
Roger Gabriel Altemark Vanneryr, född 20 augusti 1985 i Partille, är en svensk före detta fotbollsspelare.

## Karriär
2013 kom Altemark Vanneryr tvåa i superettans skytteliga med 16 gjorda mål för Varberg. Inför säsongen 2015 skrev han kontrakt med Ljungskile SK.
Efter upprepade skadeproblem återvände han till Varbergs BoIS inför säsongen 2017. Han spelade 22 matcher och gjorde 10 mål, och fick kontraktet förlängt även över 2018.
Den 21 juni 2018 värvades Altemark Vanneryr av Örgryte IS, där han skrev på ett halvårskontrakt med option på ytterligare ett år. Efter säsongen 2018 lämnade Altemark Vanneryr klubben.